# Federação Internacional de Arquivo de Filmes

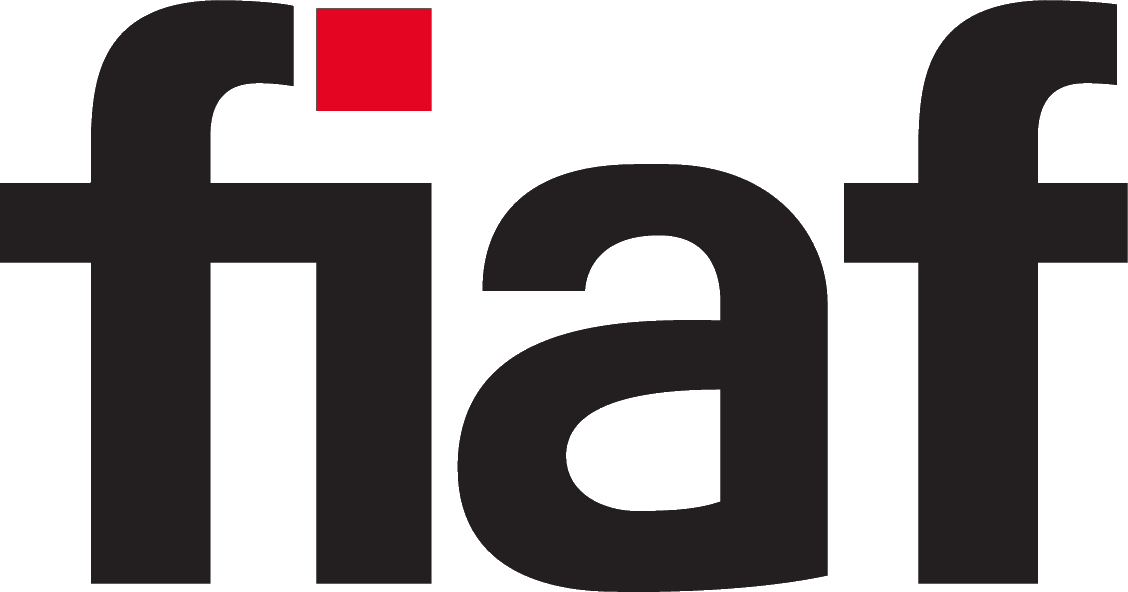
A logo da Federação Internacional de Arquivo de Filmes

A Federação Internacional de Arquivo de Filmes (em francês: Fédération internationale des archives du film, FIAF) foi fundada em Paris em 1938 por: Cinémathèque Française, Reichsfilmarchiv (Berlim), British Film Institute e o Museu de Arte Moderna de Nova York.
A FIAF reúne as principais instituições do mundo no campo do patrimônio de imagens em movimento. Seus afiliados se descrevem como "os defensores da própria forma de arte do século XX". Dedicam-se ao resgate, coleta, preservação e triagem de imagens em movimento, que são valorizadas tanto como obras de arte e cultura quanto como documentos históricos. Em abril de 2021, era composto por 171 instituições em 79 países - um reflexo do quanto a preservação do patrimônio de imagem em movimento se tornou uma preocupação mundial.

## Objetivos
- defender um código de ética para a preservação de filmes e padrões práticos para todas as áreas de trabalho de arquivo de filmes
- promover a criação de arquivos de imagens em movimento em países que os não possuem;
- procurar melhorar o contexto jurídico em que os arquivos cinematográficos realizam o seu trabalho;
- promover a cultura cinematográfica e facilitar a pesquisa histórica em nível nacional e internacional
- promover a formação e o conhecimento em preservação e outras técnicas de arquivo
- garantir a disponibilidade permanente do material das coleções para estudo e pesquisa pela comunidade em geral
- incentivar a coleta e a preservação de documentos e materiais relativos ao cinema
- desenvolver a cooperação entre os membros e "assegurar a disponibilidade internacional de filmes e documentos".[3]

## Afiliados
Os membros da FIAF são arquivos que estão ativamente engajados nas atividades e totalmente comprometidos com os ideais descritos anteriormente. Os membros atuais refletem uma ampla gama de instituições sem fins lucrativos, incluindo arquivos governamentais, fundações e fundos independentes, cinematecas independentes e departamentos de museus ou universidades.
Os Associados da FIAF são instituições sem fins lucrativos que apoiam os objetivos da Federação, mas não estão envolvidos na preservação de filmes em si. Desta forma, a FIAF é acompanhada por museus de imagens em movimento, videotecas, centros de documentação, e assim por diante.
A Cinemateca Brasileira é membro pioneiro. Foi oficializada em 1949 como Filmoteca do Museu de Arte Moderna de São Paulo, tornando-se Cinemateca Brasileira em 1956.